# Frankrijk op de Paralympische Winterspelen 2018
Frankrijk was een van de landen die deelnam aan de Paralympische Winterspelen 2018 in Pyeongchang, Zuid-Korea.

## Medailleoverzicht
| Sport       | Paralympiër                            | Onderdeel                     | Medaille |
| ----------- | -------------------------------------- | ----------------------------- | -------- |
| Alpineskiën | Marie Bochet                           | Afdaling, staand (v)          | Goud     |
| Alpineskiën | Marie Bochet                           | Super G, staand (v)           | Goud     |
| Alpineskiën | Marie Bochet                           | Reuzenslalom, staand (v)      | Goud     |
| Alpineskiën | Marie Bochet                           | Slalom, staand (v)            | Goud     |
| Biatlon     | Benjamin Daviet                        | 7.5 km, staand (m)            | Goud     |
| Biatlon     | Benjamin Daviet                        | 12.5 km, staand (m)           | Goud     |
| Langlaufen  | Team                                   | 4 x 2.5 km, estafette open    | Goud     |
|             |                                        |                               |          |
| Alpineskiën | Arthur Bauchet                         | Afdaling, staand (m)          | Zilver   |
| Alpineskiën | Arthur Bauchet                         | Super G, staand (m)           | Zilver   |
| Alpineskiën | Arthur Bauchet                         | Supercombinatie, staand (m)   | Zilver   |
| Alpineskiën | Arthur Bauchet                         | Slalom, staand (m)            | Zilver   |
| Alpineskiën | Frederic Francois                      | Supercombinatie, zittend (m)  | Zilver   |
| Biatlon     | Benjamin Daviet                        | 15 km, staand (m)             | Zilver   |
| Langlaufen  | Benjamin Daviet                        | 20 km vrije stijl, staand (m) | Zilver   |
| Snowboarden | Cecile Hernandez-Cervellon             | Slalom, SB-LL1 (v)            | Zilver   |
|             |                                        |                               |          |
| Alpineskiën | Frederic Francois                      | Super G, zittend (m)          | Brons    |
| Alpineskiën | Frederic Francois                      | Slalom, zittend (m)           | Brons    |
| Biatlon     | Anthony Chalencon Gids: Simon Valverde | 15 km, visueel beperkt (m)    | Brons    |
| Langlaufen  | Thomas Clarion Gids: Antoine Bollet    | 20 km, visueel beperkt (m)    | Brons    |
| Snowboarden | Cecile Hernandez-Cervellon             | Snowboardcross, SB-LL1 (v)    | Brons    |

## Deelnemers en resultaten
(m) = mannen, (v) = vrouwen 

### Alpineskiën
| Paralympiër       | Onderdeel                    | Resultaat | Prestatie      |
| ----------------- | ---------------------------- | --------- | -------------- |
| Arthur Bauchet    | Afdaling, staand (m)         | Zilver    | 1:26.29        |
| Arthur Bauchet    | Super G, staand (m)          | Zilver    | 1:26.64        |
| Arthur Bauchet    | Supercombinatie, staand (m)  | Zilver    | 2:10.88        |
| Arthur Bauchet    | Reuzenslalom, staand (m)     | DNF       | Niet gefinisht |
| Arthur Bauchet    | Slalom, staand (m)           | Zilver    | 1:36.50        |
| Jordan Broisin    | Afdaling, staand (m)         | 14e       | 1:30.74        |
| Jordan Broisin    | Super G, staand (m)          | 20e       | 1:32.57        |
| Jordan Broisin    | Supercombinatie, staand (m)  | DNF       | Niet gefinisht |
| Jordan Broisin    | Reuzenslalom, staand (m)     | DNF       | Niet gefinisht |
| Jordan Broisin    | Slalom, staand (m)           | 14e       | 1:50.66        |
| Frederic Francois | Afdaling, zittend (m)        | 6e        | 1:26.82        |
| Frederic Francois | Super G, zittend (m)         | Brons     | 1:26.98        |
| Frederic Francois | Supercombinatie, zittend (m) | Zilver    | 2:12.91        |
| Frederic Francois | Reuzenslalom, zittend (m)    | DNF       | Niet gefinisht |
| Frederic Francois | Slalom, zittend (m)          | Brons     | 1:42.03        |
| Yohann Taberlet   | Afdaling, zittend (m)        | 4e        | 1:26.23        |
| Yohann Taberlet   | Super G, zittend (m)         | 6e        | 1:27.46        |
| Yohann Taberlet   | Supercombinatie, zittend (m) | 5e        | 2:16.70        |
| Yohann Taberlet   | Reuzenslalom, zittend (m)    | DNF       | Niet gefinisht |
| Yohann Taberlet   | Slalom, zittend (m)          | DNF       | Niet gefinisht |
|                   |                              |           |                |
| Marie Bochet      | Afdaling, staand (v)         | Goud      | 1:30.30        |
| Marie Bochet      | Super G, staand (v)          | Goud      | 1:32.83        |
| Marie Bochet      | Supercombinatie, staand (v)  | DNF       | Niet gefinisht |
| Marie Bochet      | Reuzenslalom, staand (v)     | Goud      | 2:22.92        |
| Marie Bochet      | Slalom, staand (v)           | Goud      | 1:55.46        |

### Biatlon
| Paralympiër                            | Onderdeel                    | Resultaat | Prestatie |
| -------------------------------------- | ---------------------------- | --------- | --------- |
| Anthony Chalencon Gids: Simon Valverde | 7.5 km, visueel beperkt (m)  | 11e       | 23:47.8   |
| Anthony Chalencon Gids: Simon Valverde | 12.5 km, visueel beperkt (m) | 5e        | 42:12.0   |
| Anthony Chalencon Gids: Simon Valverde | 15 km, visueel beperkt (m)   | Brons     | 46:32.8   |
| Benjamin Daviet                        | 7.5 km, staand (m)           | Goud      | 17:56.6   |
| Benjamin Daviet                        | 12.5 km, staand (m)          | Goud      | 35:25.3   |
| Benjamin Daviet                        | 15 km, staand (m)            | Zilver    | 43:50.5   |
| Thomas Dubois Gids: Bastien Sauvage    | 7.5 km, visueel beperkt (m)  | 13e       | 24:04.3   |
| Thomas Dubois Gids: Bastien Sauvage    | 12.5 km, visueel beperkt (m) | 11e       | 50:53.0   |
| Thomas Dubois Gids: Bastien Sauvage    | 15 km, visueel beperkt (m)   | 9e        | 51:15.0   |

### Langlaufen
| Paralympiër                                                                                | Onderdeel                                          | Resultaat | Prestatie |
| ------------------------------------------------------------------------------------------ | -------------------------------------------------- | --------- | --------- |
| Anthony Chalencon Gids: Simon Valverde                                                     | 20 km vrije stijl, visueel beperkt (m)             | 7e        | 0:52:17.3 |
| Thomas Clarion Gids: Antoine Bollet                                                        | 1.5 km sprint klassieke stijl, visueel beperkt (m) | 8e        | 3:55.6    |
| Thomas Clarion Gids: Antoine Bollet                                                        | 10 km klassieke stijl, visueel beperkt (m)         | 4e        | 25:01.1   |
| Thomas Clarion Gids: Antoine Bollet                                                        | 20 km vrije stijl, visueel beperkt (m)             | Brons     | 47:24.4   |
| Benjamin Daviet                                                                            | 20 km vrije stijl, staand (m)                      | Zilver    | 0:46:48.9 |
| Thomas Dubois Gids: Bastien Sauvage                                                        | 1.5 km sprint klassieke stijl, visueel beperkt (m) | 11e       | 4:06.7    |
| Thomas Dubois Gids: Bastien Sauvage                                                        | 10 km klassieke stijl, visueel beperkt (m)         | 10e       | 27:37.0   |
|                                                                                            |                                                    |           |           |
| Anthony Chalencon Gids: Simon Valverde Thomas Clarion Gids: Antoine Bollet Benjamin Daviet | 4 x 2.5 km, estafette open                         | Goud      | 22:46.6   |

### Snowboarden
| Paralympiër                | Onderdeel                  | Resultaat | Prestatie |
| -------------------------- | -------------------------- | --------- | --------- |
| Julien Roulet              | Snowboardcross, SB-UL (m)  | 14e       | 1:06.08   |
| Julien Roulet              | Slalom, SB-UL (m)          | 16e       | 0:58.31   |
|                            |                            |           |           |
| Cecile Hernandez-Cervellon | Snowboardcross, SB-LL1 (v) | Brons     | 1:09.09   |
| Cecile Hernandez-Cervellon | Slalom, SB-LL1 (v)         | Zilver    | 0:56.53   |

Andorra · Argentinië · Armenië · Australië · België · Bosnië en Herzegovina · Brazilië · Bulgarije · Canada · Chili · China · Denemarken · Duitsland · Finland · Frankrijk · Georgië · Griekenland · Groot-Brittannië · Hongarije · IJsland · Iran · Italië · Japan · Kazachstan · Kroatië · Mexico · Mongolië · Nederland · Nieuw-Zeeland · Noord-Korea · Noorwegen · Oekraïne · Oezbekistan · Oostenrijk · Polen · Roemenië · Servië · Slovenië · Slowakije · Spanje · Tadzjikistan · Tsjechië · Turkije · Verenigde Staten · Wit-Rusland · Zuid-Korea · Zweden · Zwitserland
Neutrale paralympische atleten